# Neriman Özsoy
Neriman Özsoy (ur. 7 lipca 1988 w Razgradzie, Bułgaria) – turecka siatkarka bułgarskiego pochodzenia. Reprezentantka Turcji, grająca na pozycji przyjmującej.
Występowała w PlusLidze Kobiet, w drużynie Atom Trefl Sopot. W 8 stycznia 2012 rozwiązała kontrakt z sopockim zespołem za porozumieniem stron. 12 stycznia 2012 podpisała umowę z Dinamo Krasnodar.

## Kariera klubowa
| Lata                      | Klub                          |
| 1999–2006                 | Eczacıbaşı Stambuł            |
| 2006–2007                 | DYO Karşıyaka                 |
| 2007–2010                 | Eczacıbaşı Zentiva Stambuł    |
| 2010–2012 (do 08.01.2012) | Atom Trefl Sopot              |
| 2012–2012 (od 12.01.2012) | Dinamo Krasnodar              |
| 2012–2014                 | Galatasaray Stambuł           |
| 2014–2015                 | Prosecco Doc Imoco Conegliano |
| 2015–2016                 | Eczacıbaşı VitrA Stambuł      |
| 2016–2017                 | Liu Jo Nordmeccanica Modena   |
| 2017–2020                 | Toyota Auto Body Queenseis    |
| 2020–2021                 | NEC Red Rockets               |
| 2021–2022                 | Itambé/Minas Tênis Clube      |
| 2022–2023                 | Denso Airybees                |
| 2023–2024 (do 22.10.2024) | THY Stambuł                   |

## Sukcesy klubowe
Puchar Top Teams:
- 2005

Liga turecka:
- 2006, 2008
- 2005, 2009
- 2010, 2016

Puchar Turcji:
- 2009

Liga polska:
- 2011

Liga włoska
- 2017

Puchar Cesarza:
- 2017

Liga japońska:
- 2018, 2021

Klubowe Mistrzostwa Ameryki Południowej:
- 2022[7]
- 2021

Liga brazylijska:
- 2022[8]

## Sukcesy reprezentacyjne
Liga Europejska:
- 2010

Mistrzostwa Europy:
- 2011, 2017

Volley Masters Montreux:
- 2015

Igrzyska Europejskie:
- 2015

## Nagrody indywidualne
- 2016: Najlepsza przyjmująca turnieju kwalifikacyjnego do Igrzysk Olimpijskich 2016